# ميخائيل تاوب
ميخائيل تاوب (الروسية: Таубе, Михаил Александрович) (و. 1869 – 1961 م) هو محامي، وأستاذ جامعي، وشاعر، وكاتب مذكرات، ومؤرخ، وسياسي من الإمبراطورية الروسية، ولد في بافلوفسك، توفي في باريس، عن عمر يناهز 92 عاماً.

## التعليم
تعلم في كلية حقوق جامعة سانت بطرسبرغ الحكومية ‏ (حتى 1891)
.